# Référendum constitutionnel français de 1962
En France, le référendum constitutionnel de 1962 concerne l'élection au suffrage universel direct du président de la Ve République. Le scrutin s'est tenu le 28 octobre 1962 et s'est soldé par une victoire du « oui » avec 62% des voix. 
Ce référendum, inscrit dans un contexte polémique, a d'importantes conséquences sur la vie politique française.

## Contexte
Le texte originel de la Constitution française du 4 octobre 1958 avait institué, à l'article 6, l'élection du président de la République française par un collège électoral composé d'environ 81 764 grands électeurs (parlementaires, conseillers généraux, élus municipaux). Ce principe s'inscrivait dans la tradition française de la IIIe et de la IVe République, où le président de la République était élu par le Parlement. Charles de Gaulle était de cette façon devenu le premier président de la Ve République en 1958. L'Assemblée nationale était donc la seule instance nationale élue au suffrage universel direct, source forte de légitimité, afin de contrebalancer les pouvoirs élargis dont disposait le président de la République dans la nouvelle Constitution.
Dès son discours de Bayeux (1946), le Général avait fait part de sa volonté d’appliquer le suffrage universel mais il craignait alors de faire face à l’hostilité du Parlement, au poids des outre-mers et à une possible victoire du PCF, à son apogée au sortir de la Seconde Guerre mondiale.
Pendant la guerre d'Algérie, Charles de Gaulle affirme petit à petit la prééminence du président dans la vie institutionnelle. Entre 1958 et 1962, il utilise l’ensemble de ses prérogatives : les pleins pouvoirs en 1958 (le 2 juin 1958, au titre de président du Conseil), le référendum sur l’autodétermination en Algérie en 1961 puis en 1962 pour approuver les accords d’Évian.
Nombre de ses opposants souhaitent un modèle plus parlementaire. Le parti du général de Gaulle, l’UNR, avec 35 % des voix au second tour des législatives de 1958, n'obtient que 198 députés, soit moins que la majorité absolue. Pour pouvoir mener sa politique de gestion de l’urgence, de Gaulle s’appuie donc sur une majorité composite constituée principalement des radicaux et du MRP. Une fois le problème algérien réglé, son soutien politique s’érode, comme le montrent les résultats faiblissants de sa coalition aux élections cantonales de juin 1961 : le PC arrive premier avec 18,5 % des voix, la SFIO deuxième avec 16,5 %, l’UNR obtient 13%, le MRP 10 %. Il n’y a donc pas de force dominante dans le paysage politique. 
Les relations entre de Gaulle et le MRP se tendent sur la question de l’Europe : de Gaulle souhaite une Europe des nations, contrairement aux désirs fédéralistes du MRP. Charles de Gaulle s’engage alors pleinement dans sa « politique de grandeur nationale », visant à affermir l’indépendance de la France face aux États-Unis dans le contexte de la guerre froide. Les ministres MRP finissent par démissionner : le gouvernement est donc de plus en plus resserré sur une UNR de moins en moins forte.
De Gaulle souhaite alors renforcer sa légitimité, mais surtout celle de ses successeurs, en inscrivant dans la Constitution l'élection du président de la République au suffrage universel direct plutôt que par un collège de grands électeurs élus.

## Déroulement de la crise politique
Charles de Gaulle règle la question de la nature du régime en provoquant une crise politique.
En août 1962, le lieutenant-colonel Jean Bastien-Thiry tire sur de Gaulle au Petit-Clamart. Le président survit et bénéficie d’une vague d’émotion populaire. L’attentat montre que la crise politique n’est pas finie, et justifie donc la présence du général à la tête de l’État. Le 20 septembre 1962, il annonce sa volonté d’inscrire l’élection du président au suffrage universel dans la Constitution dans une allocution télévisée, provoquant ainsi une très grave crise politique.
En effet, l'initiative de De Gaulle pourrait poser un problème constitutionnel. La Constitution ne peut être changée que par le Congrès à la majorité des trois cinquièmes ou par référendum, après approbation en termes identiques par les deux chambres du projet de loi constitutionnelle. Or, le Congrès y étant opposé, Charles de Gaulle décide de soumettre cette proposition à un référendum sans la soumettre préalablement au Parlement français, c’est-à-dire par l'application de l'article 11 de la Constitution (référendum législatif d'initiative gouvernementale, ici utilisé dans sa partie sur les projets de loi portant sur l'organisation des pouvoirs publics) et non pas de l'article 89 (relatif à la révision de la Constitution).
Ce choix déclenche des protestations très vives de la part de la plupart des parlementaires et une motion de censure est déposée contre le premier gouvernement Georges Pompidou par l'ensemble des partis politiques de l'Assemblée nationale (à l'exception du mouvement gaulliste) et adoptée le 5 octobre 1962. Le président de la République prend la décision de dissoudre l'Assemblée nationale et d'organiser des élections législatives après le référendum.
Le 1er octobre 1962, l'assemblée générale du Conseil d'État émet un avis défavorable au recours à l'article 11 de la constitution, considérant le projet contraire à la Constitution, et ce, à une quasi-unanimité. Le 2 octobre, sept des dix membres du Conseil constitutionnel font part de leur « hostilité  absolue » dans un vote officieux. Dans son discours au Sénat, le président Gaston Monnerville conteste la légalité de la mesure, et renforce la crise en demandant la démission voire l’arrestation du président, dont il dénonce la « forfaiture ».
Gaston Monnerville place le Conseil constitutionnel devant un choix très fort, une fois que le vote a eu lieu : refuser le référendum, ce qui pourrait entraîner la démission de De Gaulle ou des émeutes, ou valider le procédé. La crise politique est donc d'une rare violence. Le Conseil constitutionnel s’estime finalement incompétent pour juger de la conformité constitutionnelle d'une loi adoptée directement par le peuple français, légitimant ainsi la procédure employée.

## Résultats
Les résultats officiels sont les suivants :
| Choix                     | Votes      | %     |
| ------------------------- | ---------- | ----- |
| Pour                      | 13 150 516 | 62,25 |
| Contre                    | 7 974 538  | 37,75 |
|                           |            |       |
| Votes valides             | 21 125 054 | 97,37 |
| Votes blancs et invalides | 569 509    | 2,63  |
| Total                     | 21 694 563 | 100   |
| Abstentions               | 6 490 915  | 23,03 |
| Inscrits / Participation  | 28 185 478 | 76,97 |

Approuvez-vous le projet de loi soumis au peuple français par le président de la République et relatif à l'élection du président de la République au suffrage universel ? 
| Oui : 13 150 516 (62,25 %) |  |  | Non : 7 974 538 (37,75 %) |
| ▲                          |  |  |                           |
| Majorité absolue           |  |  |                           |

## Conséquences du suffrage universel
Le suffrage universel est largement approuvé, mais ses opposants craignent des répercussions néfastes sur le système politique français. En effet, le suffrage universel introduit un contact plus direct entre l'élu et le peuple. La présidentielle devient l’élection déterminante. La première élection présidentielle suivant la réforme est celle de 1965 ; le candidat Jean Lecanuet comprend la dimension médiatique que prend désormais l'élection présidentielle et mène une campagne de communication élaborée, sur le modèle américain. D'après une enquête, les électeurs du "oui" ont voté à 63,4 % en premier lieu pour que le général de Gaulle reste au pouvoir.
Si le Parlement lui est hostile, le président de la République nouvellement élu peut immédiatement le dissoudre, et les élections législatives sont souvent une simple confirmation de la présidentielle : le Parlement ne gêne ainsi pas le pouvoir exécutif et devient une simple « chambre d'enregistrement ».
Du fait du poids pris par l'élection présidentielle dans la vie politique française, les partis politiques n'ont alors plus pour seul objectif que d’élire un Président issu de leurs propres rangs. Avec un second tour opposant les deux candidats ayant rassemblé le plus de suffrages au premier, l'affrontement électoral pénalise l'absence de coalitions. Cette tendance à la coalition dessine alors une coupure droite-gauche dans les premières décennies du suffrage universel direct. Celui-ci en effet a radicalement bipolarisé la vie politique, dès 1962, à l'image des différents partis puissants de l'époque (MRP, UNR, PC, PS) qui établissent des coalitions séparant droite et gauche, ou encore du programme commun de la gauche signé en 1972.[réf. nécessaire]

## Culture
Au cinéma le film Tout le monde n'a pas eu la chance d'avoir des parents communistes de Jean-Jacques Zilbermann, interprété par Josiane Balasko et Maurice Bénichou, cible en arrière-fond du déchirement d'une famille composée d'une femme communiste et d'un mari gaulliste, le combat que les communistes francais ont mené en 1962 pour le non à l'élection du Président de la République au suffrage universel direct.